# 赛克斯湖 (努尔米耶尔维)

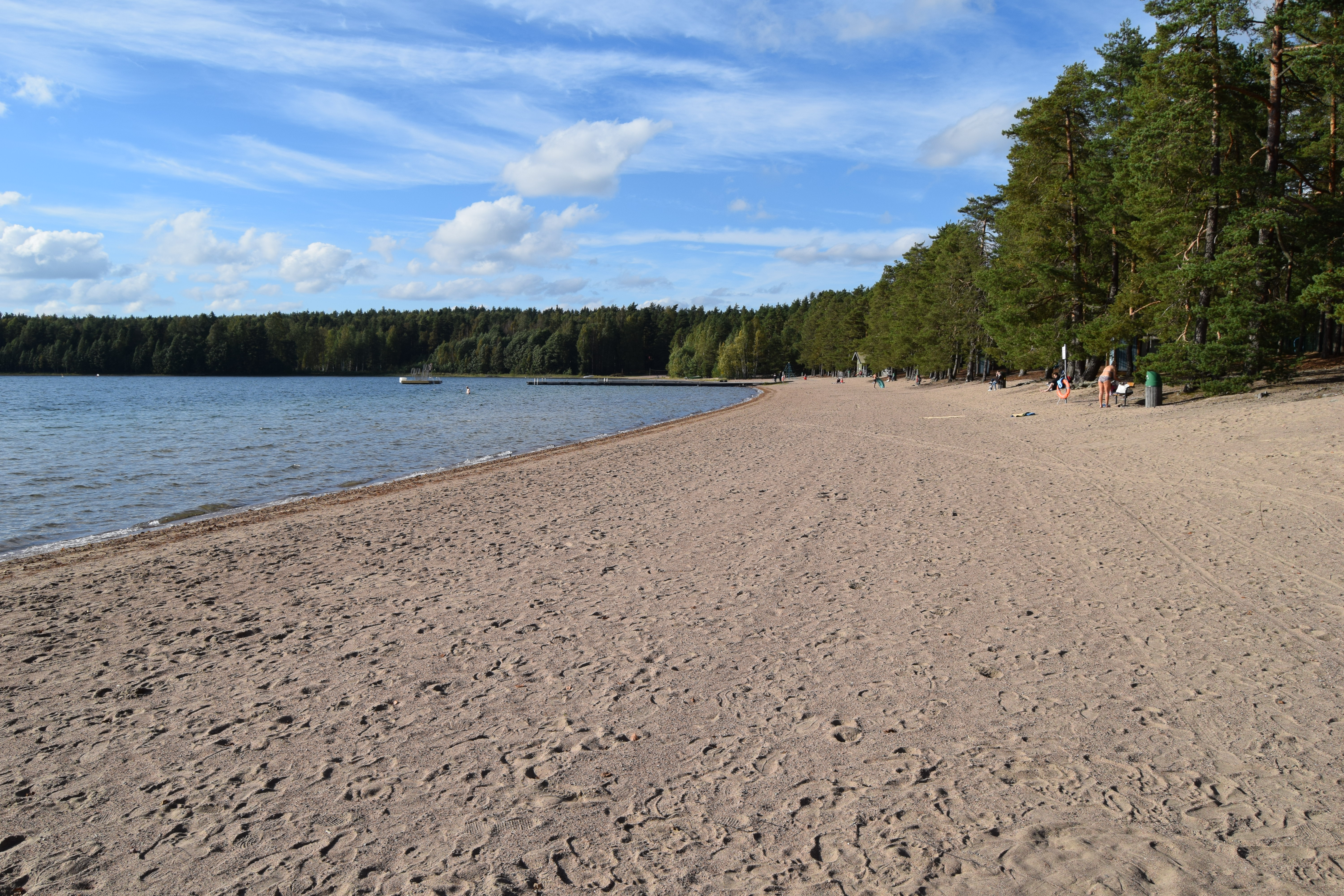
湖边的沙滩

赛克斯湖（芬蘭語：Sääksjärvi），口语里又经常称为赛克西湖（芬蘭語：Sääksi），是芬兰新地区的湖泊，位于努爾米耶爾維和許溫凱两市镇的交界处，为薩爾保斯冰磧嶺上的一个锅穴。赛克斯湖是一个无流入或流出河流的地下水湖，湖水为泉水，再经过周围土壤流出。湖底平整，最深处约为8米。湖水相对干净，氧气充足，因为水里很少消耗氧气的物质。湖水的pH值为6-7。赛克斯湖为芬兰最大的泉水湖，并为芬兰最大的源泉之一。
赛克斯湖边有努梅拉疗养院、基利亚瓦医院、基利亚瓦学院。湖边的泳滩上夏天时有咖啡厅服务。